# Luigi Del Drago
Pour les articles homonymes, voir Drago.
Luigi Del Drago (né le 20 juin 1776 à Rome et mort le 18 avril 1845 à Rome) est un cardinal italien du XIXe siècle.

## Biographie
Luigi Del Drago exerce des fonctions au sein de la curie romaine, notamment auprès du Palais apostolique. Le pape Grégoire XVI le crée cardinal in pectore lors du consistoire du 30 septembre 1831. Sa création est publiée le 2 juillet 1832. Le cardinal Del Drago est préfet de la Congrégation des indulgences, président de la Commission des subsides et pro-secrétaire des Memomorandums.

### Source
- Fiche du cardinal sur le site de la FIU